# Gephyroherpia
Gephyroherpia is een geslacht van wormmollusken uit de  familie van de Pruvotinidae.

## Soorten
- Gephyroherpia antarctica Salvini-Plawen, 1978
- Gephyroherpia impar Zamarro, Garcia-Álvarez & Urgorri, 2013